# Srbija prije dolaska Srba
Najstariji tragovi ljudskog postojanja, na tlu današnje republike Srbije, datiraju iz vremena posljednjeg glacijala, oko 40.000 godine pr. Kr. To su ostatci primitivnih ljudskih zajednica koje su imale od 10 do 15 članova, živjele u pećinama, izrađivale oruđa i oružja od kamena i kostiju i bavile se lovom i skupljanjem plodova. U prvoj fazi su lovili krupne biljojede (divovske jelene, divlje konje i goveda), da bi s promjenom klime u predarktičku, lovili i mamute, nosoroge, lavove i hijene. Nova promjena klime i zahlađenje koje je nastalo oko 25.000 godine pr. Kr. (virmska glacijacija) doveli su do nestanka ovih zajednica. Najznačajniji lokaliteti iz ovog razdoblja su pećine kod sela Gradac, ispod Jerininog brda nedaleko od Kragujevca i Risovača na Venčacu kod Aranđelovca.

## Kultura Lepenskog vira
Krajem ledenog doba, tijekom holocena, velike promjene klime, ali i biljnog i životinjskog svijeta, dovele su do stvaranja ljudskih zajednica koje će stvoriti jednu od najkompleksnijih prapovijesnih kultura, kulturu Lepenskog Vira. Arheološkim istraživanjima je utvrđen kontinuitet ljudskih staništa na 14 lokacija (Lepenski vir, Vlasac, Padina, Hajdučka vodenica, Ikona, Kladovska skela i druge) kraj Dunava u Đerdapu, koja su postojala od oko 11.000 godine pr. Kr. do oko 5.000 godine pr. Kr, a razdoblje od 7.000 godine pr. Kr. do 5.500 godine pr. Kr. se naziva kulturom Lepenskog Vira. Karakteriziraju je naseobine građene po utvrđenom obrascu, sa sahranjivanjem unutar njih i karakterističnim kućama trapezaste osnove, usavršena izrada alata i oružja, a smatra se da je u njoj postojala društvena hijerarhija i privatno vlasništvo, kao i razvijena religija (s kultnim mjestima i sakralnim objektima) i umjetnost (javljaju se prve skulpture ribolikih ljudi, riba i jelena). Osnovna zanimanja bila su skupljanje plodova, lov i ribolov, dok se smatra da je u posljednjoj fazi došlo do pokušaja uzgoja biljaka i pripitomljavanja životinja, što je dovelo do stvaranja zemljoradničko-stočarskih zajednica u mlađem kamenom dobu.

## Starčevačka kultura
Toplija klima, dovela je do stvaranja nove kulture u Podunavlju, koja se po lokalitetu Starčevo kod Pančeva, naziva Starčevačkom kulturom, a protezala se na prostoru od Bosne do Makedonije tijekom 5. tisućljeća pr. Kr. Njene kuće koriste drvo kao armaturu i blato i pljevu kao građu, dok im je osnova kvadratno-trapezasta. Pronalasci ostataka pougljenog ječma i pšenice, utvrđeno je da su se bavili zemljoradnjom, kao i da su imali ukopane ambare, dok kosti domaćih životinja ukazuju na bavljenje stočarstvom. Međutim, ljudi Starčevačke kulture nisu se prestali baviti lovom i ribolovom. O tome svjedoče ostatci divljih životinja, kako u kućama, tako i oko njih, kao i čitav niz šila, spatula, harpuna i udica, koji se koriste prilikom ribolova. Skulpture starčevačke kulture karakteriziraju veoma realistični prikazi životinja, dok predstave ljudi imaju jasne karakteristike žena, što svjedoči o vjerovanju ondašnjih ljudi u kult plodnosti. Za ukrašavanje lončarije, koja je mahom bila bombastog tipa, korišteno je barbotiniranje, štipanje, kao i prevlačenje prstiju po svježoj podlozi.

## Vinčanska kultura
Starčevačku kulturu zamijenila je u srednjem neolitu Vinčanska kultura, koja je svoj naziv dobila po lokalitetu Vinča - Belo brdo, nedaleko od Beograda na obali Dunava i predstavlja tehnološki najnapredniju prapovijesnu kulturu na svijetu. Njeni lokaliteti iz poznog neolita Pločnik kod istoimenog sela pored Prokuplja, odnosno Belovode i Belolice kod Petrovca, na osnovu pronađenih bakarnih nalaza, predstavljaju najstarije europske centre metalurgije, što pomiče početke metalnog doba u još dalju prošlost. Kuće Vinčanske kulture su građene od istih materijala i istih su oblika, kao one iz Starčevačke kulture, ali su za razliku od njih, masivnije s dvije prostorije i ognjištima, dok su u poznom razdoblju bile poredane u redove sa svojevrsnim ulicama između njih, pa bi se njihova naselja mogla smatrati urbanim. Pored zemljoradnje i stočarstva kao osnovnih zanimanja, ljudi su se u ovom razdoblju bavili i lovom, ribolovom i skupljanjem plodova, zatim pravljenjem lončarije, alatki od kamena, ali i pletenjem asura od like i trske, pa čak i preradom vune. Lončariju karakterizira zaobljenost, dok antropomorfne i zoomorfne figurine (Lady of Vinča, Vidovdanka, Hajd vaza, Boginja na tronu), kao i prosopomorfni poklopci i žrtvenici predstavljaju izuzetne umjetničke domete ove kulture. Posebnu odliku Vinčanske kulture predstavljaju urezani znaci, poznati kao vinčansko pismo, o čijoj funkciji ima mnogo pretpostavki (oznake vlasništva, kaucije, piktogrami ili slikovno pismo, fonetsko pismo i slično.
Kulture brončanog doba se počinju javljati na tlu Srbije oko 1900. godine pr. Kr. i to na području Banata (moriška), Srijema (vinkovačka), sjeverozapadne Srbije (Belotić-Bela Crkva) i južnog Pomoravlja (Bubanj-Hum III-Slatina). Njihov mirni život je poremećen oko 1425. godine pr. Kr., kada sa sjevera nadire nova kultura (kultura grobnih humki) s brončanim oružjem (mačevi, sjekire, bodeži), što dovodi do pokretanja naroda, koja su doprla i do Egipta. Između 1200. godine pr. Kr. i 1000. godine pr. Kr., na prostoru Kosova, Pomoravlja, Bačke i Banata, postoje ljudske zajednice koje imaju ista naselja, posuđe, oblik sahranjivanja, bave se uzgajanjem ječma i pšenice, uzgajaju goveda, svinje i konje, a rjeđe koze i ovce. Krajem drugog i početkom prvog tisućljeća pr. Kr. (razdoblje od 1125. godine pr. Kr. do 750. godine pr. Kr.), dolazi do nastanka željeznog doba i formiranja prvih etničkih zajednica na Balkanskom poluotoku (Dardanaca, Tribala, Ilira i Tračana). Za željezno doba je vezan i dolazak Trako-kimeraca oko 725. godine pr. Kr. iz Kavkasko-pontskih predjela, koji sa sobom donose svoje željezno oružje i nakit. Tijekom sljedeća dva stoljeća dolazi do formiranja etničkog razgraničenja među plemenima na Balkanu, počinje se razvijati razmjena dobara (o čemu svjedoče luksuzni helenski predmeti pronađeni na ovom prostoru), a arheološka istraživanja ukazuju i na procese helenizacije Tribala i Dardanaca, dok se iz povijesnih izvora zna da su između 300. godine pr. Kr. i 100. godine pr. Kr. vodili ratove s makedonskim kraljevima.
Mlađe željezno doba karakterizira pojava Kelta, koji se 335. godine pr. Kr. sastaju s Aleksandrom Makedonskim na Dunavu, da bi nakon njegove smrti prešli Savu i Dunav i otpočeli napade na cijeli poluotok, sve do poraza kod Delfa, 279.godine pr. Kr. Oni se nakon toga povlače s tla današnje Grčke i uspjevaju pokoriti Tribale i dio Autarijata, s kojima formiraju moćno pleme Skordiska, koji na tlu današnje Karaburme podižu svoj grad Singidunum, koji se smatra pretečom prijestolnice moderne Srbije, Beograda.